# Puerta de Europa (Paladino)
La Puerta de Europa (en italiano Porta d`Europa, también conocida como Porta di Lampedusa)  es un monumento realizado por Mimmo Paladino ubicado en la isla de Lampedusa en Italia. El monumento fue encomendado por la ONG Amani y diseñado por el poeta, editor y comisario de arte Arnoldo Mosca Mondadori bajo el auspicio del Alto Comisionado de las Naciones Unidas para los Refugiados en 2008. La obra está dedicada «a los migrantes que perecieron mientras intentaban el viaje marítimo desde el norte de África a Europa».
La puerta tiene aproximadamente 5 metros de altura por 3 de alto, elaborada en cerámica refractaria y hierro galvanizado. Fue inaugurado el 28 de junio de 2008. Durante la inauguración, la poeta italiana Alda Merini recitó el poema Una volta sognai («Una vez soñé»), escrito para la ocasión.
De acuerdo a la curadora y artista Maya Ramsay, el monumento es un lugar para que las personas se reúnan y reflexionen, y que la Porta d`Europa:

... combina belleza y horror. En la parte superior de la entrada hay una serie de números desordenados, "98357345", que se refieren al número desconocido de muertes de migrantes. Cabezas, manos, zapatos y cuencos rotos se proyectan de la escultura, como hallazgos arqueológicos desenterrados del fondo marino.
Reframing the debate: The art of Lampedusa, 2016.

La obra fue restaurada en 2020 y reinaugurada el 3 de octubre de ese año, día del naufragio de migrantes en el mar Mediterráneo de 2013. A solicitud de Arnoldo Mosca Mondadori se le incorporó un espejo con la idea de «que todos en Lampedusa se vieran en el espejo. Y, donde no esté de acuerdo con la recepción de migrantes y demás, debe reflexionar y mirar sobre todo dentro de sí mismo».

## Galería de imágenes
|                                               |
| Directores de policía en la Puerta de Europa. |

|                                                |
| Porta d'Europa y el mar Mediterráneo de fondo. |

|                                 |
| Vista de detalles en la puerta. |